# Castrul roman de la Duleu
Castrul roman este situat pe teritoriul localității Duleu, județul Caraș-Severin.
Pe dealul Ocbet (Ocheț -este denumirea localnicilor, vizavi de Mlaștina Ocheț) a fost identificat și cercetat arheologic un drum roman, de către arheologul Ovidiu Bozu. Tot acolo, la baza dealului, există și un izvor numit Izvorul lui Traian.